# Snapseed
Snapseed是iOS和安卓操作系統上的一款移动图像处理应用程序，由Nik Software开发，可用于增强照片和添加滤镜等用途。
2015年，电脑杂志PC Magazine将Snapseed评为百佳安卓应用程序之一。
2018年，Androidcure将Snapseed评为Android App里10个最佳的App之一。

## 历史
Nik Software在2011年6月推出iPad版，并取得了当年Apple的年度 iPad 应用奖
Nik Software在2011年8月发布了iPhone版。 后于2012年2月27日宣布支持Microsoft Windows。
Nik Software随后被谷歌收购，在2012年发布安卓版，并放弃桌面版。
2015年4月，Nik Software为iOS和安卓发布了 Snapseed 2.0，带来了新的工具、功能和用户界面。

## 功能
- 用户可以通过手势操作选择不同的效果和增强功能编辑照片。亦可以通过“自动调整”以调整照片的色彩。还可以轻易地查看编辑历史，并随意撤销编辑。

- 内置多种样式，包括“肖像、光滑、流行、强调、褪色、清晨、明亮、艺术、突出、结构及剪影”等预设。并可以保存个人样式方便日后使用。

- 多种图片处理工具，包括“调整图片（亮度、对比度、高光、色调等）、突出细节、曲线、白平衡、剪裁、旋转、视角、展开、局部、画笔、修复及 HDR 景观”等。

- 多种分享方式，用户可以保存到手机相册并调整格式和图片质量，或直接分享到社交网络或其他应用程序。

## 取得奖项
- Apple 2011 年度 iPad 应用程序。
- PC Magazine 2015 年度百佳安卓应用程序。